# Wiktor Olecki

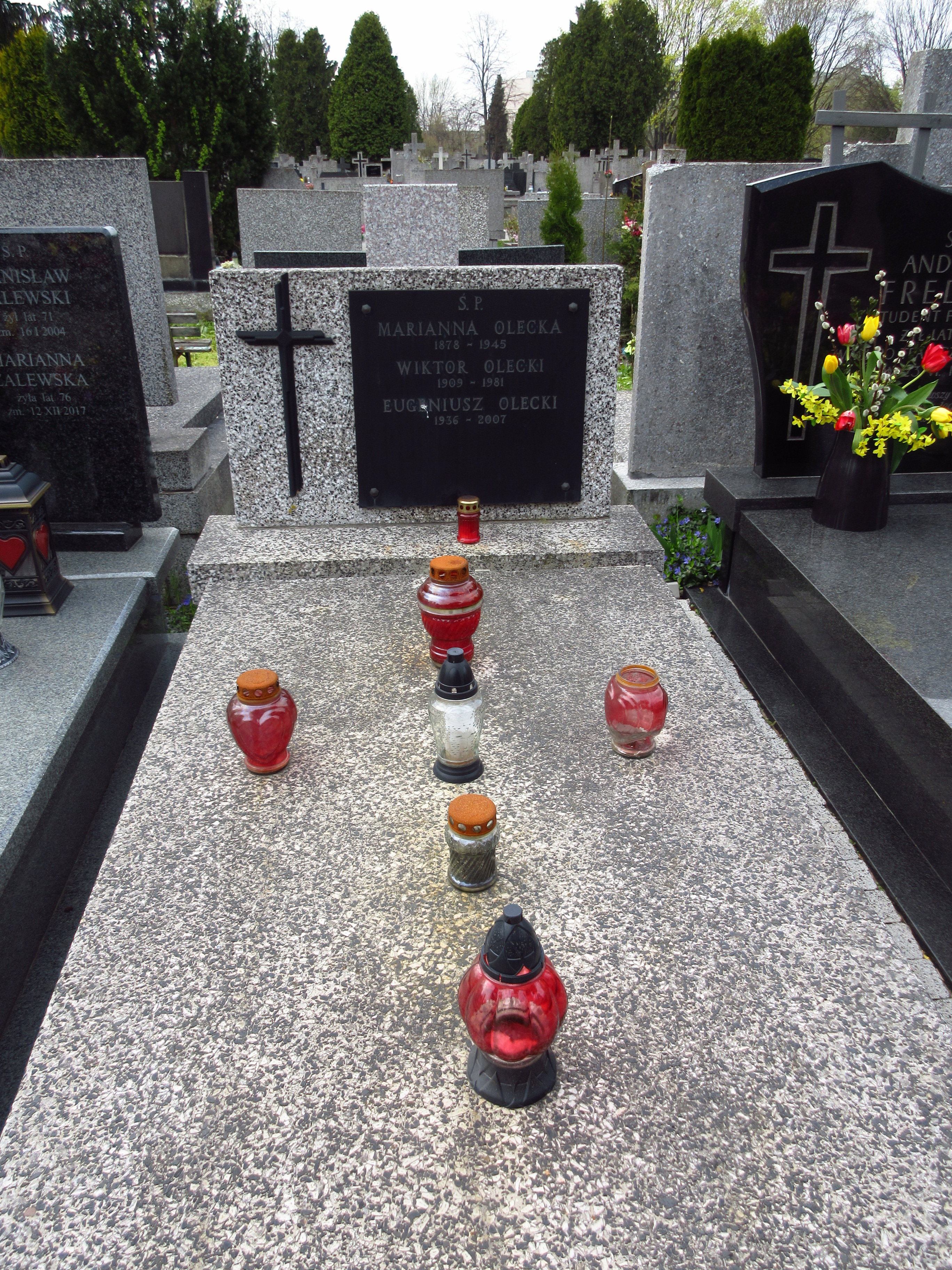
Grób Wiktora Oleckiego na cmentarzu Bródnowskim

Wiktor Olecki ps. „Buldog” (ur. 9 września 1909 w Warszawie, zm. 2 września 1981 tamże) – polski kolarz okresu międzywojennego Legii Warszawa (1928-1933) i Iskry Warszawa (1934-1936).
Reprezentant Polski, olimpijczyk z Berlina (1936). Mistrz Polski w wyścigu szosowym w 1934, wicemistrz w 1935 i 1936 r. W Wyścigu Dookoła Polski dwukrotnie drugi (1928 i 1933 r.), zwycięzca 4 etapów (Warszawa – 1929, Wilno, Brześć nad Bugiem, Warszawa – 1933). Brązowy medalista Mistrzostw Polski w wyścigu długodystansowym na torze. Po wojnie zamieszkał w Łodzi i nie zajmował się kolarstwem. Zawodowo zaangażowany był natomiast przy budowie elektrowni w Pątnowie i Kozienicach (w tej ostatniej jako kierownik transportu). 
Pochowany na cmentarzu Bródnowskim (kwatera 44H-1-22).